# De generatione et corruptione
Il De generatione et corruptione - dal titolo latino con cui è conosciuto - è un'opera di Aristotele, in due libri, collocata dagli editori, in conformità con le indicazioni dell'autore, al terzo posto nella serie degli scritti fisici, tra il De caelo e i Meteorologica.

## Struttura
La domanda sollevata all'inizio del testo si basa su un'idea tratta dal precedente lavoro di Aristotele, la Fisica. Vale a dire, se le cose nascono attraverso cause, attraverso del materiale primario o se tutto viene generato puramente attraverso l'alterazione, che riguarda la capacità degli elementi di cambiare in base a qualità comuni e non comuni.
In questa importante opera, Aristotele ci dà due dei suoi contributi più ricordati. Innanzitutto, le quattro cause e anche i quattro elementi (terra, aria, fuoco e acqua), che usa per fornire una spiegazione delle teorie degli altri greci sugli atomi, un'idea che Aristotele considerava assurda.